# خط اصلی کیسی
خط اصلی کیسی (انگلیسی: Keisei Main Line) یک خط راه‌آهن وابسته به شرکت راه‌آهن کیسی است که توکیو و ناریتا، چیبا را به یکدیگر اتصال می‌دهد.